# Конский уезд
Конский уезд — административная единица в составе Радомской губернии Российской империи, существовавшая c 1844 года по 1919 год. Административный центр — город Конск.

## История
Уезд образован в 1844 году в составе Радомской губернии Российской империи. В 1919 году преобразован в Коньский повят Келецкого воеводства Польши.

## Население
По переписи 1897 года население уезда составляло 118 921 человек, в том числе в городе Конск — 8130 жит., в заштатных городах Пржедборж — 5927 жит., Шидловец — 7435 жит.

### Национальный состав
Национальный состав по переписи 1897 года:
- поляки — 98 251 чел. (82,6 %),
- евреи — 18 504 чел. (15,6 %),
- русские — 1444 чел. (1,2 %),

## Административное деление
В 1913 году в состав уезда входило 17 гмин: 
| - Близин — д. Близин, - Борковице — д. Борковице, - Говарчев — пос. Говарчев, - Гродзиско — пос. Радошице, - Гуры-Мокре — д. Гуры-Мокре, - Добромерж — д. Добромерж, - Дурачен — д. Помыков, - Конск — д. Банария, - Медзержа — д. Круглевец, | - Неклань — д. Одровонж, - Пиянов — д. Конрадов, - Пржедборж — з. гор. Пржедборж, - Радошице — пос. Радошице, - Руда-Маленецка — д. Руда-Маленецка, - Скотники — д. Скотники, - Хлевиска — с. Хлевиска, - Чермно — с. Чермно. |